# 計數及計量單位列表
本列表收录当今或历史上任何地区或国家的计数单位及计量单位，以物理量或度量的对象排序。

## 长度
- SI制单位
  - 公尺（米,meter,m）
- CGS制单位
  - 公分（厘米,centimeter,cm）
- MKS制单位
  - 公尺（米,meter,m）
- 公制单位
  - 佑米（尧米,yottameter,Ym）
  - 皆米（泽米,zettameter,Zm）
  - 艾米（exameter,Em）
  - 拍米（petameter,Pm）
  - 兆米（垓米,terameter,Tm）
  - 吉米（京米,gigameter,Gm）
  - 百万米（megameter,Mm）
  - 公里（千米,kilometer,km）
  - 公引（百米,hectometer,hm）
  - 公丈（十米,dekameter,dam）
  - 公尺（米,meter,m）
  - 公寸（分米,decimeter,dm）
  - 公分（厘米,centimeter,cm）
  - 公厘（毫米,millimeter,mm）
  - 丝米（decimillimeter,dmm）
  - 忽米（centimillimeter,cmm）
  - 微米（micrometer,micron,µm）
  - 奈米（nanometer,nm）
  - 皮米（picometer,pm）
  - 飞米（费米,femtometer,fermi,fm）
  - 阿米（attometer,am）
  - 介米（zeptometer,zm）
  - 攸米（yoctometer,ym）
- 英制单位、美制单位
  - 英丝（密耳,条,thou,mil,th）
  - 英寸（英吋,吋,inch,in,″）
  - 英尺（呎,foot,ft,′）
  - 英里（哩,mile,mi）
  - 英寻（噚,fathom,ftm）
  - 码（yard,yd）
  - 链（鎖,chain,ch）
  - 浪（化朗,furlong,fur）
  - 里格（league,lea）
  - 杆（rod）
- 台制单位
  - 台丈（丈）
  - 台尺（尺）
  - 台寸（寸）
  - 台分（分）
- 市制单位
  - 市里
  - 市引
  - 市丈
  - 市尺
  - 市寸
  - 市分
  - 市厘
  - 市毫
- 其他单位制度
  - 普朗克长度（lP）
  - 波耳半徑（a0,rBohr）
  - 天文单位（AU）
  - 月球距离（LD）
  - 秒差距（parsec,pc）
  - 千秒差距（kiloparsec,kpc）
  - 百万秒差距（megaparsec,Mpc）
  - 光年（light-year,ly）
  - 埃格斯特朗（埃,ångström,Å）
  - 海里（浬,nautical mile,n mile）
  - 点（印刷）（磅因,磅,point,pt）
  - 派卡（pica）
  - 条（丝，道）
  - 像素（pixel,px）
  - em
  - rem
  - en
  - ex

## 质量
- SI制单位
  - 公斤（千克,kilogram,kg）
- CGS制单位
  - 公克（克,gram,g）
- MKS制单位
  - 公斤（千克,kilogram,kg）
- 公制单位
  - 佑克（尧克,yottagram,Yg）
  - 皆克（泽克,zettagram,Zg）
  - 艾克（exagram,Eg）
  - 拍克（petagram,Pg）
  - 兆克（teragram,Tg）
  - 吉克（gigagram,Gg）
  - 公吨（千公斤,百万克,megagram,metric ton,Mg,t）
  - 公担（百公斤,公石,quintal,q）
  - 公衡（十公斤,myriagram,mag）
  - 公斤（千克,kilogram,kg）
  - 公两（百克,hectogram,hg）
  - 公钱（十克,dekagram,dag）
  - 公克（克,gram,g）
  - 公铢（分克,decigram,dg）
  - 公毫（厘克,centigram,cg）
  - 公丝（毫克,milligram,mg）
  - 微克（micrometer,µg）
  - 奈克（nanogram,ng）
  - 皮克（picogram,pg）
  - 飞克（femtogram,fg）
  - 阿克（attogram,ag）
  - 介克（zeptogram,zg）
  - 攸克（yoctogram,yg）
- 英制单位、美制单位
  - 格林（英厘,喱,grain,gr）
  - 打兰（drachm,dram,dr）
  - 盎司（英两,啢,ounce,oz）
  - 磅（pound,lb）
  - 英石（stone,st）
  - 英担（hundredweight,cwt）
  - 长吨（吨,long ton）
  - 短吨（美吨,short ton）
  - 斯勒格（slug）
- 台制单位
  - 台斤
  - 台两
  - 台钱
- 市制单位
  - 市担
  - 市斤
  - 市两
  - 市钱
  - 市分
  - 市厘
  - 市克
- 其他单位制度
  - 普朗克质量（mP）
  - 原子质量单位（統一原子质量单位,道尔頓,atomic mass unit,unified atomic mass unit,dalton,amu,u,Da）
  - 克拉（卡拉,卡,carat,ct）

## 重量
- SI制单位
  - 牛顿（Newton,N,m•kg•sec-2）
- CGS制单位
  - 达因（Dyne,dyne,g•cm•sec-2）
- MKS制单位
  - 牛顿（Newton,N,m•kg•sec-2）
- 重力米制单位
  - 吨力（千公斤力,千公斤重,ton-force,megagram-force,megapond,tf,Mgf,Mp）
  - 千克力（公斤力,千克重,kilogram-force,kilopond,kilogram-weight,kgf,kp,kgw）
  - 克力（公克力,克重,gram-force,pond,gf,p）
  - 毫克力（毫克重,milligram-force,mgf）